# Adam din Łowicz
Adam din Łowicz (de asemenea Adam din Bocheń sau Adamus Polonus; n. Bocheń, lângă Łowicz, Polonia – d. 7 februarie 1514 în Cracovia) a fost un profesor de medicină la Universitatea Jagiellonă, rector între 1510 și 1511, umanist, scriitor și filosof.

## Viața
Adam a urmat facultatea de arte liberale a Universității din Cracovia, obținându-și bacalaureatul în 1488 ți masteratul în 1492. A studiat apoi medicina în Italia. Întorcându-se în Polonia a fost medicul de curte al regilor Ioan Albert, Alexandru și Sigismund. În 1510 și 1511 a fost ales ca rector al Universității Jagiellona (Universitatea din Cracovia). S-a opus dominației clerului asupra averii seculare. Un gânditor neconvențional, a emis ipoteza nemuririi umanității.
În primii ani ai secolului al-XVI-lea, Platon devenise un model pentru filosofia din Italia, mai ales în Florența familiei de’ Medici. El a fost reprezentat în Polonia de către Adam din Lowicz, autor al manuscrisului Conversații despre nemurire.

## Opera
- Fundamentum scienciae nobilissimae secretorum naturae (1489; Cele mai importante secrete ale naturii).
- Dialogus... de quattuor statuum... immortalitatem contentione (Conversații... despre nemurire, cca. 1507).

## Comemorare
În 1964, o placa memorială în onoarea sa a fost dezvelită în Bocheń.